# Zone d'études et d'aménagement du territoire
 (décembre 2024).
La zone d'études et d'aménagement du territoire, couramment abrégée sous le sigle ZEAT, est une subdivision territoriale de la France qui, jusqu'en 2016, correspondait à la première catégorie de la nomenclature des unités territoriales statistiques (NUTS 1) de l'Union européenne.
Elles ont été définies initialement en 1967 par l'Insee en partenariat avec le Commissariat général du Plan et la Datar.
Chaque ZEAT est composée d'un ensemble d'une ou plusieurs régions administratives. Les ZEAT sont au nombre de 9, dont 8 en métropole, et une regroupant l'ensemble des régions d'outre-mer.
Le reste de l'outre-mer (collectivités, territoires) n'entrant pas dans cette classification, une zone supplémentaire extra-regio est également ajoutée uniquement dans le but de couvrir 100 % du territoire dans les données statistiques, bien qu'elle ne corresponde à aucune collectivité effective ; cette zone extra-regio n’est pas considérée comme une région NUTS à part entière et est hors de l’Union européenne (qui l'exclut de ses statistiques même si la France en tient compte pour ses propres agrégats statistiques).
Les ZEAT sont peu ou pas utilisées car elles n’ont aucun rôle au plan législatif, exécutif ou administratif, ni dans la comptabilité publique française.
Actuellement, la codification NUTS publiée par Eurostat et valide pour 2015 s’appuie encore sur la nomenclature établie en 2013.
Avec la réforme des régions métropolitaines effective depuis janvier 2016, les actuelles régions NUTS de niveau 2 ne correspondent plus aux régions administratives françaises. Cependant, Eurostat contenant des données agrégées par département (ou circonscription départementale) au niveau 3, la composition des actuelles région NUTS de niveau 1 est l'agrégation des données des départements (ou circonscriptions départementales) qui les compose.
NUTS pourrait être mis à jour à partir de 2016 avec des codes supplémentaires de niveau 1 pour les nouvelles régions. Les nouvelles régions n'ont également pas encore de codification définie par l’Insee, et les ZEAT françaises pourraient être abandonnées pour ne plus subsister qu’en tant que régions NUTS de niveau 1 (au moins pendant quelques exercices, afin de permettre la continuité statistique et les comparaisons entre années successives sur une période suffisante). 

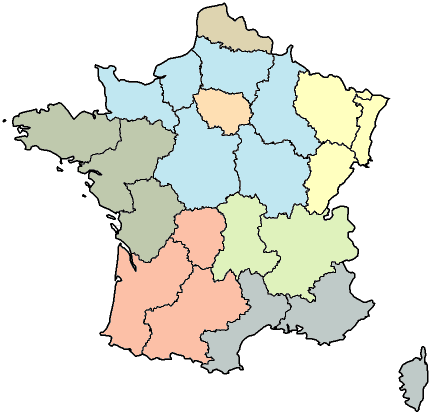
Carte des 8 ZEAT de métropole.

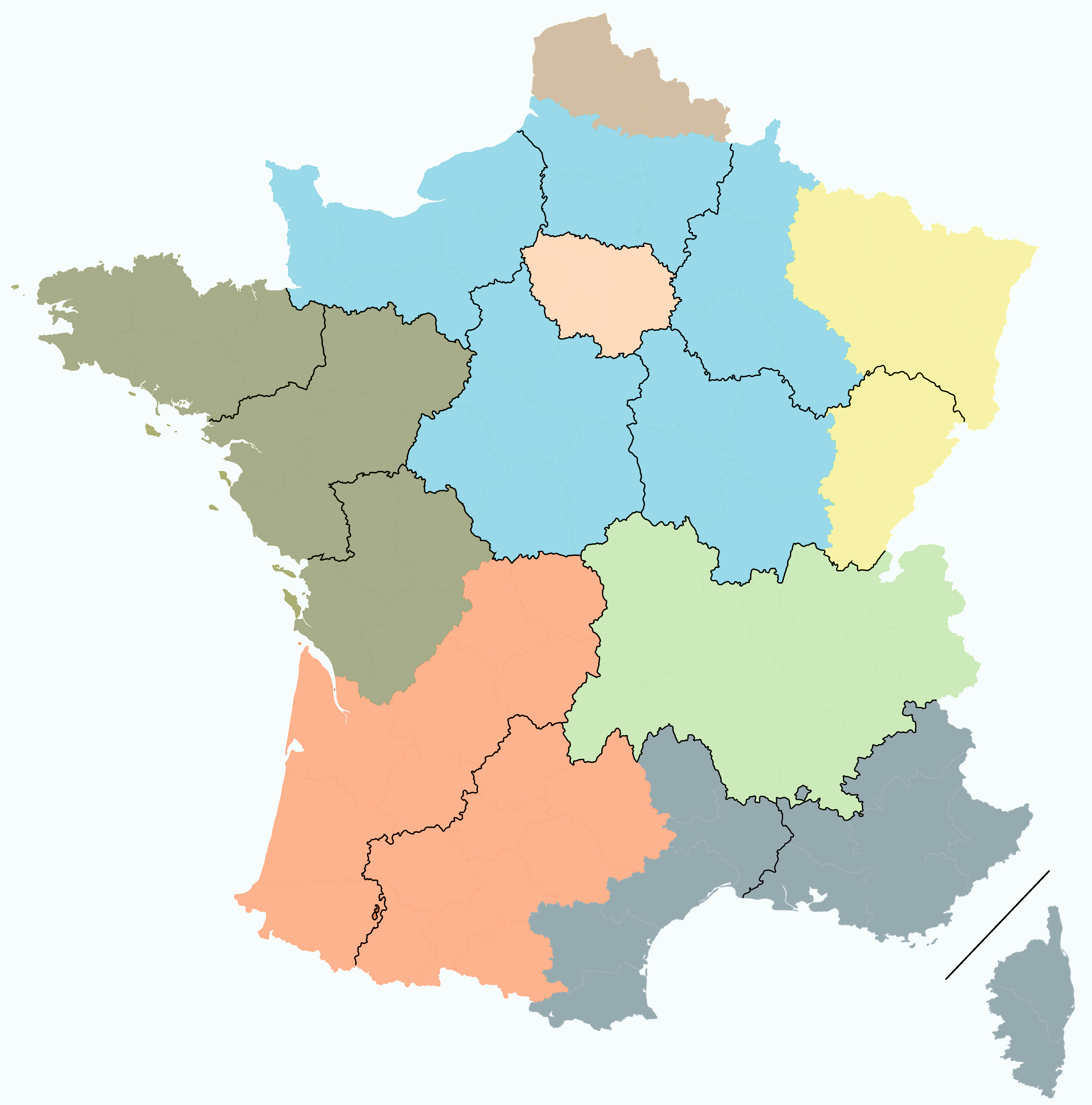
Les ZEAT de métropole depuis 2016 : Elles restent inchangées mais leurs limites ne coïncident plus toutes avec celles des régions.

| Codes                | Codes                     | Nom                                             | Région(s) correspondante(s) | Région(s) correspondante(s) |
| NUTS (jusqu'en 2016) | Insee (jusqu’en fin 2015) | Nom                                             | Jusqu’en fin 2015 († : régions perdant leur statut de collectivité territoriale) | À partir de 2016 (pour NUTS uniquement) (‡ : nouvelles régions incluses partiellement) |
| -------------------- | ------------------------- | ----------------------------------------------- | --- | --- |
| FR1                  | 1                         | Région parisienne                               | Île-de-France | Île-de-France |
| FR2                  | 2                         | Bassin parisien                                 | Basse-Normandie†, Bourgogne†, Centre-Val de Loire, Champagne-Ardenne†, Haute-Normandie† et Picardie† | Grand Est‡, Bourgogne-Franche-Comté‡, Centre-Val de Loire, Hauts-de-France‡ et Normandie |
| FR3                  | 3                         | Nord                                            | Nord-Pas-de-Calais† | Hauts-de-France‡ |
| FR4                  | 4                         | Est                                             | Alsace†, Franche-Comté† et Lorraine † | Grand Est‡ et Bourgogne-Franche-Comté‡ |
| FR5                  | 5                         | Ouest                                           | Bretagne, Pays de la Loire, Poitou-Charentes† | Nouvelle-Aquitaine‡, Bretagne et Pays de la Loire |
| FR6                  | 7                         | Sud-Ouest                                       | Aquitaine†, Limousin† et Midi-Pyrénées † | Nouvelle-Aquitaine‡ et Occitanie ‡ |
| FR7                  | 8                         | Centre-Est                                      | Auvergne†, Rhône-Alpes † | Auvergne-Rhône-Alpes |
| FR8                  | 9                         | Méditerranée                                    | Languedoc-Roussillon†, Provence-Alpes-Côte d'Azur et collectivité territoriale de Corse | Occitanie‡, Provence-Alpes-Côte d'Azur et collectivité territoriale de Corse |
| FRA                  | 0                         | Régions d’outre-mer et départements d’outre-mer | Guadeloupe, Guyane, Martinique, Mayotte et La Réunion | Guadeloupe, Guyane, Martinique, Mayotte et La Réunion |
| FRZ                  | —                         | Extra-Regio                                     | Collectivités d’outre-mer : Saint-Barthélemy, Saint-Martin, Saint-Pierre-et-Miquelon, Polynésie française, Wallis-et-Futuna ; Territoires à statut particulier : Île Clipperton et Terres australes et antarctiques françaises ; Statut sui generi : Nouvelle-Calédonie | Collectivités d’outre-mer : Saint-Barthélemy, Saint-Martin, Saint-Pierre-et-Miquelon, Polynésie française, Wallis-et-Futuna ; Territoires à statut particulier : Île Clipperton et Terres australes et antarctiques françaises ; Statut sui generi : Nouvelle-Calédonie |

## Source
- Définition : Zone d'études et d'aménagement du territoire / ZEAT, sur le site de l'Insee